# Puerta de Hierro (Zapopan)

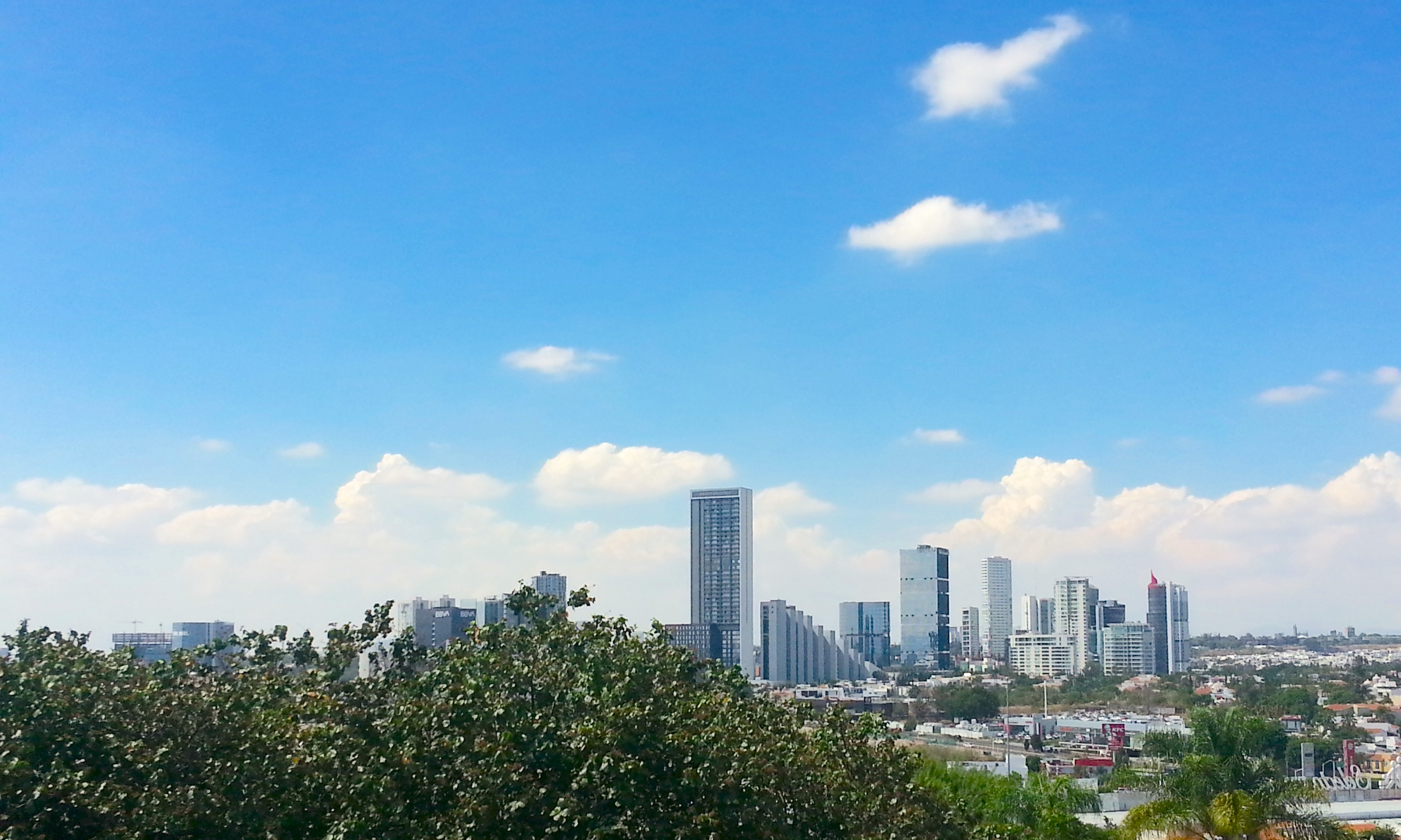
Paisaje del skyline Puerta de Hierro en 2018.

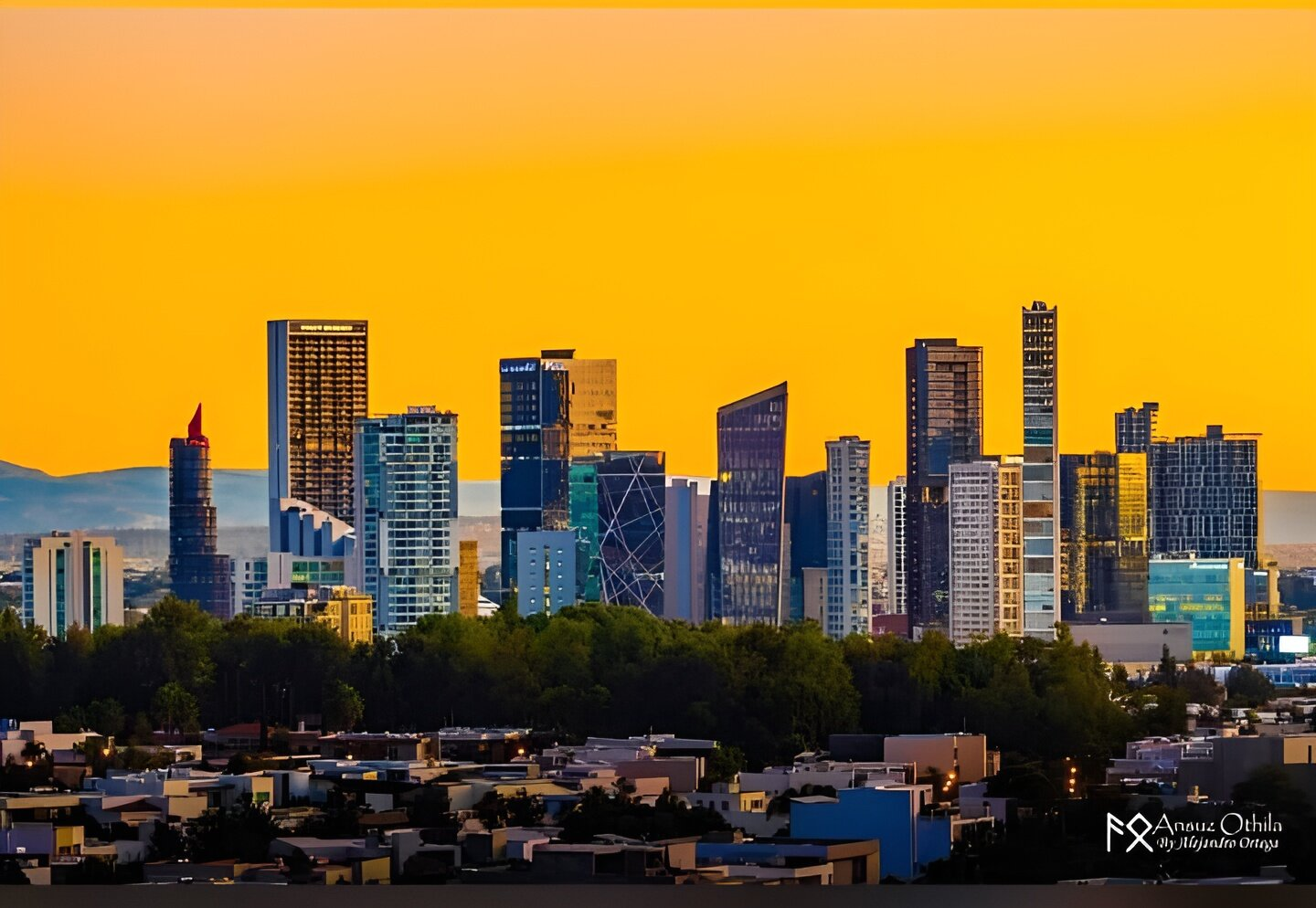
Puerta de Hierro.

Puerta de Hierro es una zona residencial de negocios, perteneciente a la zona metropolitana de Guadalajara, ubicada en el municipio de Zapopan, en el estado de Jalisco, México. Fue construida a través de un proyecto en conjunto por la familia Leaño, propietarios de la Universidad Autónoma de Guadalajara, y la familia Gómez Flores, dueños de GIG, Minsa, Grupo Geo y Dina.

## Ubicación y descripción

### Ubicación
Está ubicada sobre Avenida Patria, en el centro-oeste de Zapopan, al noroeste de Guadalajara en un terreno de aproximadamente 200 hectáreas.

### Descripción
El desarrollo de Puerta de Hierro incluye un área residencial, centro comercial, y distrito de negocios. Es notorio por la gran cantidad de desarrollo inmobiliario de rascacielos en el distrito de negocios, el cual incluye el segundo edificio más alto de la Zona, el Torre Aura Altitude, superado únicamente por el reciente Hotel RIU Plaza en el sur de Guadalajara. La colonia es también hogar del Centro Médico Puerta de Hierro, uno de los hospitales más prestigiosos del país, construido usando fondos privados y un préstamo de 14,5 millones de dólares de la Corporación Financiera Internacional, la rama de préstamos hacia el sector privado del Banco Mundial.
La atracción más conocida es el Centro Comercial Andares, un centro comercial de punta ubicado en el sudeste de la colonia. Andares es un exclusivo complejo de 300 millones de dólares, el cual cuenta con algunas de las marcas de lujo más conocidas. Como parte del complejo, Andares cuenta con un hotel Hyatt Regency, residencias de lujo diseñadas por el arquitecto mexicano Javier Sordo Madaleno, así como automotrices de Ferrari y Maserati.
El Skyline de puerta de hierro se caracteriza por ser compacto y con diseños bellos por lo que para muchos es uno de los más ordenados y elegantes del país.
Actualmente hay 19 torres de más de 100m.15 acabadas y 4 en construcción.Esto sin contar los varios proyectos que hay tanto en puerta de hierro cómo en los alrededores que harían que la zona se desarrolle aún más.

Desde la inauguración de Andares en noviembre de 2008, y basado en las inversiones mencionadas, el valor de propiedad ha incrementado a precios jamás antes vistos en el Área Metropolitana, una tendencia que se espera crezca aún más. El promedio de los precios del terreno está por encima de los 2,000 dólares al metro cuadrado, y los precios de los apartamentos van desde los 300,000 de dólares hasta 15'000,000 de dólares.

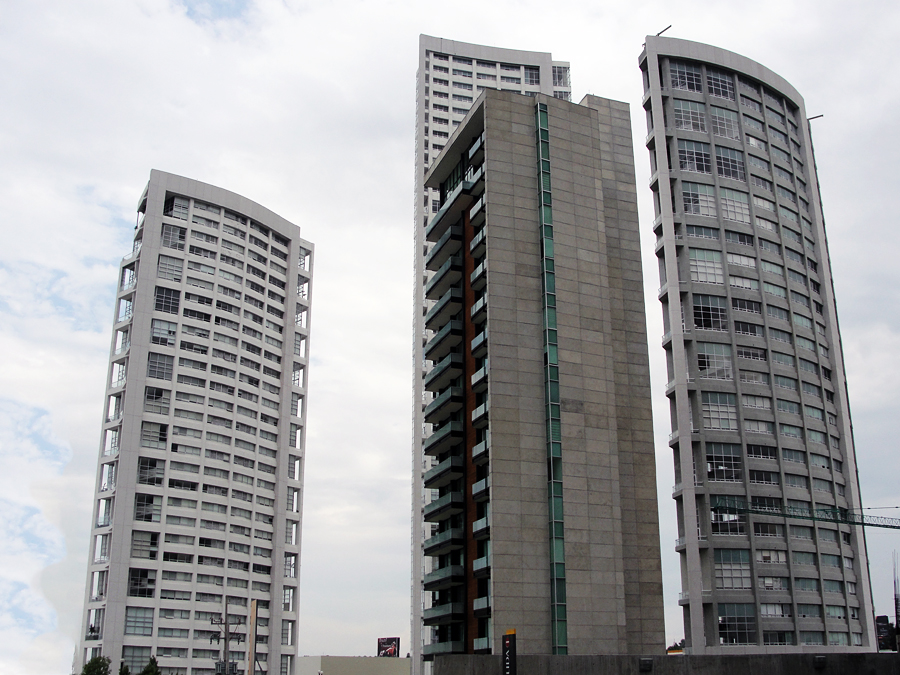
Los rascacielos en Puerta de Hierro.